# Деян Стоилкович
Деян Стоилкович (на сръбски: Dejan Stojiljković) е сръбски писател, сценарист на филми и комикси.
Автор е на романа „Константинов кръстопът“, с който е избран за наградата на НИН и получава наградите „Милош Црънянски“ и „Светосавски Печат“. Публикува още романите „Дълги нощи и черни знамена“, „Знакът на ангела“, „Белегът на Каин“ (в четири ръце, с Владимир Кецманович) и „Бурен вал“, както и прозаичните сборници „Отляво на пътя“, „Низък живот“ и „Дъждовни кучета“. Заедно с Владимир Кеманович и Драган Паунович той е автор на илюстрираната трилогия за Неманичи, която се състои от книгите „В името на бащата“, „Два орела“ и „В името на сина“. Автор е на няколко драматургични текстове и сценарии за комикси. Той е един от сценаристите на сериала „Сенките над Балканите“ на режисьора Драган Биелогрлич.

## Творчество

### Самостоятелни творби
- Stojiljković, Dejan. Duge noci i crne zastave.   Белград, Laguna, 2012. ISBN 978-86-521-0800-8. с. 174.
- Stojiljković, Dejan. Konstantinovo raskršće.   Белград, Laguna, 2012. ISBN 9788652101634. с. 174.
- Stojiljković, Dejan. Neonski bluz.   Белград, Laguna, 2020. ISBN 978-86-521-3910-1. с. 200.
- Stojiljković, Dejan. Dukat za Lađara.   Белград, Laguna, 2020. ISBN 978-86-521-3694-0. с. 174.
- Stojiljković, Dejan. Zvezda nad prazninom.   Белград, Laguna, 2023. ISBN 978-86-521-4792-2. с. 328.

### В съавторство
- Dejan Stojiljković, Vladimir Kecmanović. Senka i san.   Белград, Laguna, 2022. ISBN 978-86-521-4500-3. с. 176.

## Награди
- Литературна награда „Милош Црнянски“ (за романа „Константиново разкръще“) [2]
- Награда за детска литература „Доситеево перо“ (за книгата „Неманичи: Два орла“) [2]